# Deense parlementsverkiezingen 1964
Op 22 september 1964 werden parlementsverkiezingen gehouden in Denemarken. De Sociaaldemocraten bleven de grootste partij in het Folketing met 76 van de 179 zetels. De opkomst was 85,5% in Denemarken, 50,2% in de Faeröer en 48,9% in Groenland. 

## Resultaten
| Denemarken                 | Denemarken | Denemarken | Denemarken | Denemarken |
| Partij                     | Stemmen    | %          | Zetels     | +/–        |
| -------------------------- | ---------- | ---------- | ---------- | ---------- |
| Socialdemokraterne         | 1.103.667  | 41,9       | 76         | 0          |
| Venstre                    | 547.770    | 20,8       | 38         | 0          |
| Conservatieve Volkspartij  | 527.798    | 20,1       | 36         | +4         |
| Socialistische Volkspartij | 151.697    | 5,8        | 10         | –1         |
| Radikale Venstre           | 139.702    | 5,3        | 10         | –1         |
| Onafhankelijkheidspartij   | 65.756     | 2,5        | 5          | –1         |
| Rechtvaardigheidspartij    | 34.258     | 1,3        | 0          | 0          |
| Communistische Partij      | 32.390     | 1,2        | 0          | 0          |
| Dansk Samling              | 9.747      | 0,4        | 0          | Nieuw      |
| Slesvigsk Parti            | 9.274      | 0,4        | 0          | –1         |
| Fredspolitisk Folkeparti   | 9.070      | 0,3        | 0          | Nieuw      |
| Onafhankelijken            | 255        | 0.0        | 0          | 0          |
| Ongeldige/Blanco stemmen   | 9.472      | –          | –          | –          |
| Totaal                     | 2.640.856  | 100        | 175        | 0          |
| Faeröer                    |            |            |            |            |
| Gelijkheidspartij          | 4.133      | 39,3       | 1          | 0          |
| Eenheidspartij             | 3.121      | 29,7       | 0          | –1         |
| Volkspartij                | 2.622      | 25,0       | 1          | +1         |
| Christelijke Volkspartij   | 631        | 6,0        | 0          | Nieuw      |
| Ongeldige/Blanco stemmen   | 56         | –          | –          | –          |
| Totaal                     | 10.563     | 100        | 2          | 0          |
| Groenland                  |            |            |            |            |
| Onafhankelijken            | 8.332      | 100        | 2          | 0          |
| Ongeldige/Blanco stemmen   | 97         | –          | –          | –          |
| Totaal                     | 8.429      | 100        | 2          | 0          |

| Stemming | Stemming | Stemming | Stemming | Stemming |
| -------- | -------- | -------- | -------- | -------- |
|          |          |          |          |          |
| A        | A        |          | 41,94%   | 41,94%   |
| D        | D        |          | 20,82%   | 20,82%   |
| C        | C        |          | 20,06%   | 20,06%   |
| F        | F        |          | 5,76%    | 5,76%    |
| B        | B        |          | 5,31%    | 5,31%    |
| U        | U        |          | 2,50%    | 2,50%    |
| E        | E        |          | 1,30%    | 1,30%    |
| K        | K        |          | 1,23%    | 1,23%    |
| R        | R        |          | 0,37%    | 0,37%    |
| Anderen  | Anderen  |          | 0,71%    | 0,71%    |